# Mesosuchia
A Mesosuchia a hüllők (Reptilia) osztályába és a Crocodylomorpha öregrendjébe tartozó fosszilis állatcsoport.
A Mesosuchia egy parafiletikus csoport, amely nem tartalmazza az eusuchiákat (melyek a Mesosuchián belül helyezkednek el). A Mesoeucrocodylia a mesosuchiákat és eusuchiákat tartalmazó klád (Whetstone és Whybrow 1983-as műve szerint).

## Tudnivalók
Ebbe a ma már nem, vagy alig használt csoportba, igen változatos testfelépítésű és életmódú állatok kerültek, mint például a evezőlábú Metriorhynchus, a hatalmas hüllőket felfaló Dakosaurus és csiga- és egyéb puhatestűevő Shamosuchus. Az utóbbi állat, igen hasonlított a mai krokodilokra, és meglehet, hogy ezek ősével rokon is volt.

## Rendszerezés
A csoportba az alábbi alrendágak és családok tartoznak:
- Notosuchia
  - Notosuchidae
  - Sebecidae
  - Baurusuchidae
- Neosuchia
  - Trematochampsidae
  - Peirosauridae
  - Elosuchidae
  - Atoposauridae
  - Dyrosauridae
  - Pholidosauridae
- Thalattosuchia - „tengeri krokodilok”
  - Teleosauridae
  - Metriorhynchidae
  - Goniopholididae
  - Paralligatoridae
- Bizonytalan helyzetűek (a csoporton belül, határozatlan alrendágakba helyezett családok):
- Hsisosuchidae
- Gobiosuchidae

## Fordítás
- Ez a szócikk részben vagy egészben  a   Mesosuchia című angol Wikipédia-szócikk ezen változatának fordításán alapul.  Az eredeti cikk szerkesztőit annak laptörténete sorolja fel. Ez a jelzés csupán a megfogalmazás eredetét és a szerzői jogokat jelzi, nem szolgál a cikkben szereplő információk forrásmegjelöléseként.